# Boszorkányvadászat
A Boszorkányvadászat (eredeti cím: Season of the Witch) 2011-ben bemutatott fantasy-kalandfilm. Rendező Dominic Sena, a főszerepben Nicolas Cage és Ron Perlman.
Két kereszteslovag visszavonul az öldöklő harcoktól, amikor a katolikus vallás nevében nőket és gyermekeket kell legyilkolniuk. Dezertálásért letartóztatják és halálra ítélik őket, hacsak nem szállítanak egy boszorkánysággal vádolt lányt bíróság elé, akit pestisjárvány kitöréséért tettek felelőssé.
A filmet Magyarországon, Ausztriában és Horvátországban forgatták.
Bemutató dátuma: 2011. január 7.
Magyarországi bemutató: 2011. január 27.

## Cselekménye
|  | Alább a cselekmény részletei következnek! |

A 14. században három asszonyt boszorkánysággal vádolnak, felakasztanak egy kőhídon és testüket a kötélen lógva a folyóba engedik. Az eljáráson részt vevő pap kéri, hogy a testeken elvégezhesse a démonűző rituálét, erre azonban csak éjszaka sikerül sort kerítenie. Miután két holttest fölött elmondja az imádságot, ami megakadályozza, hogy visszatérjenek halottaikból, a harmadik megtámadja és megöli.
Nagyjából ezen időszak alatt Behmen von Bleiruck (Cage) és Felson (Perlman) keresztes háborúban vesznek részt a Föld több pontján.  Szmirna ostromakor, amikor látják, hogy nőket és gyermekeket kellett megölniük, megundorodnak a harctól és a vallási vezetőtől, és elhagyják a csatateret. Mivel ez kötelességmulasztásnak számít, ezért amikor hazatérnek otthoni földre, elfogják őket és tömlöcbe kerülnek, ahol nemsokára a biztos halál vár rájuk. Mivel azonban időközben a környéken kitört a dögletes pestis, amiért egy fiatal lányt okolnak, akit boszorkánynak tartanak, ezért kapnak egy lehetőséget rá, hogy elkerüljék a halált: a lányt egy ketrecben egy lovaskocsin több száz km-re levő monostorba kell szállítaniuk, ahol Salamon könyve alapján ítéletet mondanak felette (esetleg megállapíthatják ártatlanságát), és semmissé tehetik a vidéket sújtó átkot.
A két lovag beleegyezik a szállításba, azzal a feltétellel, hogy a lány tisztességes elbírálást kap, őket pedig mentesítik a dezertálás vádja alól. Útjukon elkíséri őket Debelzeq (egy pap), Kay von Wollenbarth, egy fiatal ministránsfiú (aki lovag szeretne lenni és ért a kardforgatáshoz), Eckhart lovag (akinek felesége és leányai meghaltak a járványtól), és a vezetőjük, a szélhámos Hagamar, aki ismeri az utat. A lány (akinek a történet végén derül ki a neve), Anna kezdettől fogva gyűlöli a papot, Behmenhez azonban vonzódik, mert megérzi, hogy az elkövetett bűnei miatt szeretne segíteni rajta.
Az első éjszakai táborozásnál Eckhart őrködik, majd Debelzeq jön felváltani. Beszélgetni kezdenek, ekkor kiderül, hogy Eckhart felesége és két lánya is pestisben halt meg, bár azon a környéken nem járt a boszorkánysággal vádolt lány. Eckhart elmondja, hogy a lány az ő lányára, Milára emlékezteti őt. Amikor Eckhart távozni akar, a lány hisztérikussá válik, hogy ne hagyja őt egyedül a pappal. A kavarodásban megkaparintja a pap nyakában hordott kulcsot, amivel a ketrece nyílik és a közeli kisváros felé menekül. Amikor idáig követik, tömegsírokat találnak, ahol a holttestek temetetlenül hevernek. Eckhart halott lánya hangját véli hallani és alakja többször elsuhan előtte. Amikor utána szalad, Kay előre szegezett kardjába rohan és azonnal meghal. Amikor megtalálják Annát, ő azzal védekezik, hogy csak a pap elől menekült el.
A csapat sikeresen átkel egy rozoga kötélhídon, ami leszakad, nem sokkal azután, hogy sikerül átkelniük rajta. Anna a ketrec rácsain kinyúlva megmenti Kay életét, elkapja a karját és egy kézzel felemeli, amikor a fiúnak lecsúszik a keze és leesne a szakadékba. A pap bal keze véresre horzsolódik a kötél súrlódásától, amivel a kocsit áthúzzák a hídon.
A csapat ekkor a „Férgek erdejébe” ér. Hagamar azt javasolja, hogy saját érdekükben öljék meg a lányt, majd mondják azt, hogy szökni próbált, így egy csomó bajtól és veszedelemtől megszabadulnának. Ebbe a többiek nem egyeznek bele. Úgy tűnik, Anna vad farkasokat idéz meg, akik körülveszik az éjszakai táborukat, majd üldözőbe veszik a csapatot. Hagamar az utolsó lovas, egy támadásban ő leesik a lováról, a földön körbeveszik a farkasok és felfalják. Behmen dühében meg akarja ölni Annát, ezúttal Felson védi meg a lányt, mert rámutat, hogy a monostor már látótávolságban van.
Megérkezvén a monostorba, csak halott szerzeteseket találnak. Amikor Debelzeq a Miatyánkot kezdi mondani, az egyik haldokló magához kissé magához tér, és egy könyvre mutat, amit használniuk kell a gonosz elűzéséhez. Hirtelen az összes halott szerzetes eltűnik, majd a gonosz által megszállva rájuk támadnak. Csak a fejük levágásával tudják legyőzni őket. Amikor Debelzeq a boszorkányság elleni imádságot kezdni mondani, Anna Behmen múltjában történt dolgokat kezd szó szerint idézni. Debelzeq ekkor rájön, hogy nem boszorkánnyal, hanem nagyobb gonosszal, démonnal van dolga (aki Anna testét birtokolja), ezért izgatottan az erre vonatkozó ördögűző imádság hangos felolvasására tér át. A lányt szállító ketrec fémrácsai felizzanak és elolvadnak, a lány kiszabadul, arca eltorzul.  Debelzeqet többször megzavarják a felolvasásban a rá támadó halott szerzetesek. A démon erőfeszítés nélkül messzire hajítja a rá támadó lovagokat, amikor azonban Debelzeq szenteltvizet locsol rá, eltűnik szem elől.
A lovagok a további szenteltvíz keresése közben rájönnek, hogy a démon szánt szándékkal ide akart jönni, hiszen emberfeletti hatalmával számtalanszor megölhette volna őket. Vagyis a célja az egyetlen példányban létező könyv megsemmisítése, mert ez az egyetlen igazi fegyver ellene. Ha azt megkaparintja, örök sötétség borul a világra. A szerzetesek elkezdték lemásolni a könyv lapjait, de a pestis megakadályozta őket a befejezésben. A démon elégeti az elkészült oldalakat. Debelzeq folytatja az ördögűzés felolvasását, azonban a démon megöli őt, majd Felsont a szárnyaival körbefogja és elégeti. Kay felkapja a könyvet és folytatja a latin nyelvű szöveg felolvasását. A démon Kayre támad, de Behmen félrelöki, így a démon őt kezdi támadni. Miközben Behmen súlyos szúrt sebeket kap a vergődő démontól, Kaynek sikerül befejeznie a rituálét, aminek végén a démon teste belülről izzani kezd, majd egy tűzgolyóban megsemmisül. Behmen nemsokára meghal a sérüléseitől, csak arra kéri Kayt, hogy vigyázzon a lányra.
Kay és Anna eltemetik elesett társaikat egy-egy kőrakás alá, majd ellovagolnak. Kay nyeregtáskájában ott van a könyv.
|  | Itt a vége a cselekmény részletezésének! |

## Szereposztás
- Nicolas Cage - Behmen von Bleiruck
- Ron Perlman - Felson
- Claire Foy - Anna (a szereplőlistában „a lány”)
- Stephen Campbell Moore - Debelzaq
- Robert Sheehan - Kay von Wollenbarth
- Ulrich Thomsen - Johann Eckhardt
- Stephen Graham - Hagamar
- Christopher Lee - D'Ambroise bíboros

Nicolas Cage már dolgozott együtt Dominic Sena rendezővel, a Tolvajtempó filmben (2000), Charles Roven producerrel pedig az Angyalok városa című filmben (1998).
A szerep miatt Cage megtanult lovagolni Camilla Naprous-tól és a kardvívást is külön trénerrel gyakorolta.
Claire Foy számára nem ez volt az első filmszerep. 2010-ben két filmben is megismerhettük, egyfelől Terry Pratchett novellaíró nagyszerű fantasy-jének filmadaptációjában, a Going Postal-ban (magyar címén: Postamester), valamint a hazánkban nem vetített Pulse című tévéfilmben. További szerepeiben tévésorozatokban volt látható (pl. a Little Dorrit brit minisorozatban a címszerepet játszotta).

## A film készítése

### Előkészítés és forgatás

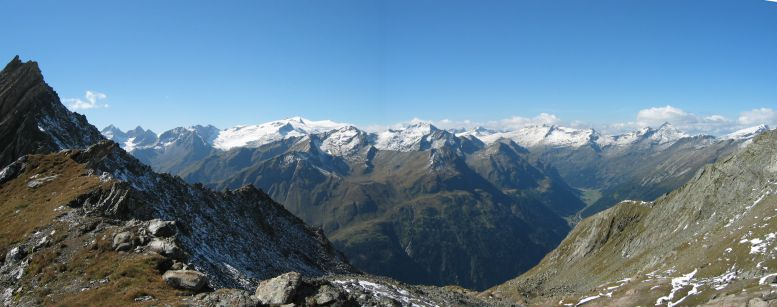
A forgatás egyik fő helyszíne az osztrák Alpok volt

Bragi F. Schut forgatókönyv-író megírta a történet vázlatát 2000-ben és megvásárolhatóvá tette bárki számára. Számos stúdió tett rá ajánlatot. Charles Roven és Alex Gartner producerek közreműködtek abban, hogy a Metro-Goldwyn-Mayer elnyerte a megfilmesítés jogát. Az MGM mégsem akarta elkészíteni a filmet, így annak jogai 2003–2004 táján a Columbia Pictures-höz kerültek. A producerek és Dominic Sena rendező egész Európában keresték a megfelelő forgatási helyszíneket. Egy 14. századi kastélyra volt szükség a történet miatt; ezeket Németországban, Lengyelországban és Csehországban keresték, de egyik sem felelt meg az adott időszaknak. Mielőtt a forgatás megkezdődött volna, a projekt a Relativity Mediához került, és Sena lett hivatalosan megbízva a rendezéssel. Üzleti és kreatív megfontolásokból a filmből kihagyták a túl erőszakos vagy túl véres jeleneteket, hogy a film szélesebb nézőközönséghez eljusson. Nicolas Cage volt a kiszemelt főszereplő, de ő nem ért rá a forgatás tervezett idején, csak 2008-ban lett hozzáférhető, ekkor megkapta a szerepet. Cage így fejezte ki érdeklődését: „Szerettem volna olyan filmet készíteni, amiben olyan színészek szerepelnek, mint Christopher Lee, Vincent Price és a nagyszerű Roger Corman, akik nem félnek felfedezni a paranormálist és a természetfelettit.”
A forgatás azonnal megkezdődött, ahogy Cage befejezte a Mocskos zsaru – New Orleans utcáin (2009) munkálatait. A film költségvetése körülbelül 40 millió dollár volt, amit a Relativity Media az Egyesült Államokon kívüli forgalmazóktól előzetesen megkapott. A forgatás Magyarország, Ausztria és Horvátország területén zajlott. A forgatás 2009 áprilisában befejeződött, de a szereplőgárda és a személyzet néhány hónappal később még néhány csatajelenet miatt újból dolgozni kezdett, ezeket zöld háttér előtt vettek fel a költségek csökkentése érdekében.

### A démon megjelenítése
A démon alakját a Tippett Studio tervezte és készítette. A film készítői „hajlékony és nőies” démont igényeltek. A tervezők hasított körmű kutyabokát és őzlábat rajzoltak. A legnagyobb kihívást a denevérszerű szárnyak jelentették, mert ezeket mozgatni kellett és természetesnek tűnő sérüléseket, lyukakat kellett rajta kiképezni.
A démon bőre sötétszürke, amit szintén nem volt egyszerű megvalósítani a film sötét árnyalatú beállításai mellett. A démon halálának megvalósítása előtt több hasonló filmet tanulmányoztak. Ötleteket merítettek a 2004-es Hellboy című filmből, amiben szintén van egy ilyen jelenet.

## Filmbemutató
A film világpremierje 2011. január 4-én volt New Yorkban.
A bemutató előtti próbavetítések azt mutatták, hogy a fiatal férfiak alkotják a film nézőinek magvát, de a vártál több nő is érdeklődését fejezte ki a film iránt.
Szakértők arra számítottak, hogy a nyitóhétvégén a film 10-12 millió dollár bevételt fog elérni az Egyesült Államokban és Kanadában. A film 10,6 millió dollár bevételt produkált az említett területeken, ezzel a harmadik lett a bevételek listáján a A félszemű (True Grit) és a Utódomra ütök (Little Fockers) mögött (mindkét filmet 2010 végén mutatták be).
A Relativity Media „exit poll” felmérése szerint a nézők 52%-a férfi és 61%-a legalább 25 éves.
A Los Angeles Times szerint „szokatlanul magas”, 69% volt a nem-fehér nézők aránya.
A kezdő hétvége eredménye Nicolas Cage számára jobb volt, mint a 2006-os Rejtélyek szigete (The Wicker Man), a 2007-es Next – A holnap a múlté és a 2008-as Veszélyes Bangkok.
A Boszorkányvadászat  az Egyesült Államokban és Kanadában 24,8 millió dollár bevételt ért el, 62,2 millió dollárt más országokban, ezzel az összbevétele mintegy 87 millió dollár.

## Fogadtatás
A Reuters szerint „a film megjelenése a kritikusokban szinte általános lenézést váltott ki”.
A filmkritikusok véleményét összegző Rotten Tomatoes 7%-ra értékelte 107 vélemény alapján.
A Metacritic 28/100-ra értékelte 27 vélemény alapján.
Andrew Barker, a Variety magazin kritikusa szerint a Boszorkányvadászat a „felfújt és nyersen maradt” kategóriába tartozik. Szerinte a film jobb szórakozás lett volna, ha visznek bele egy kis humort. Szerinte az éjszakai mozibajáróknak túlságosan steril, a fantasy-rajongók pedig jobbat is találhatnak. A produkcióról szólva „A fényképezés, a kosztümök és a tervezés rendben vannak, a vágás és a különleges effektusok nincsenek.”
A Salon.com-nak dolgozó Andrew O'Hehir szerint a film Ingmar Bergman 1957-es Hetedik pecsétjének újrafeldolgozása „magyaros Hollywood módra” B-mozis esztétikával.

## Házimozi megjelenés
A 20th Century Fox Home Entertainment adta ki a filmet DVD-n és Blu-ray-n 2011. június 28-án.

## Fordítás
Ez a szócikk részben vagy egészben  a   Season of the Witch (2011 film) című angol Wikipédia-szócikk fordításán alapul.  Az eredeti cikk szerkesztőit annak laptörténete sorolja fel. Ez a jelzés csupán a megfogalmazás eredetét és a szerzői jogokat jelzi, nem szolgál a cikkben szereplő információk forrásmegjelöléseként.